# Knut Kjellmark
Knut Bernhard Kjellmark, född 29 oktober 1866 i Mariefred, död 23 juni 1944 i Stockholm, var en svensk pedagog och arkeolog.

## Biografi
Knut Kjellmark var son till prosten i Mariefred, Berhard Agaton Kjellmark och hustrun Hildegard (född Broman). Han blev fil. kand. vid Uppsala universitet 1893, fil. lic. 1898 (i botanik och geologi), samt  fil. dr i arkeologi 1904.  Han var verksam vid Ultuna 1898–1899 och som extra geolog vid Sveriges geologiska undersökning 1896–1900. 1899 till 1904 var han lärare vid folkhögskolor i Värmland och Jämtland. Kjellmark var folkskoleinspektör i Kronobergs län 1905–1909, sedan på samma tjänst i Malmö 1910–1916 och var då föreståndare fört Malmö seminarium, och verkade sedan i Sydsmålands mellersta inspektionsområde 1917–1931. 1925–1931 var han avdelningsföreståndare vid Smålands museum i Växjö. Han var korresponderande ledamot av Vitterhetsakademin.
Kjellmark bedrev omfattande stenåldersundersökningar i Skåne, Småland och Blekinge och utgav En stenåldersboplats i Järavallen vid Limhamn (1903), som var hans doktorsavhandling. Han skrev ett flertal uppsatser i tidskrifter.